# الکس اسمیت (بازیکن فوتبال، زاده ۱۸۷۶)
الکس اسمیت (انگلیسی: Alex Smith; ۷ نوامبر ۱۸۷۶ – ۱۲ نوامبر ۱۹۵۴) بازیکن فوتبال اهل بریتانیا بود.
وی در  تیم ملی فوتبال اسکاتلند بازی کرده است. وی در دوران حرفه ایی خود 20 بار برای تیم ملی فوتبال اسکاتلند به میدان رفته است.